# Natasha Gerson
Natasha Gerson (Balkbrug, 25 juni 1969) is een Nederlandse schrijfster, journaliste, researcher en vertaler. 

## Loopbaan
Ze debuteerde in 1996 met de vuistdikke roman Plaatstaal over intriges in de kraak- en kunstbeweging van de jaren tachtig. Een tweede roman, De Zielen van Midgard (1997), deed minder stof opwaaien en bevatte aanzienlijk minder seks en geweld. Vervolgens schreef zij samen met Wilja Jurg Geen Reden tot Ongerustheid, een onderzoek over milieu en gezondheid, en De Meidenmoorden, een thriller.
Voor weekblad Vrij Nederland schreef Gerson onder andere de column 'Deur in Huis' en daarna de serie 'Natasha Gerson duikt op', waarin ze de wereld om haar heen niet zelden vermomd verkende. Onder andere als moslima, als wederhelft van een orthodox joods stel, als blinde en als man.
Als panellid van 'Nieuws Aan Tafel' bond zij onder andere de verbale strijd aan met Pim Fortuyn.
Gerson was redacteur bij het verguisde 'milieu'-programma De Milieuridders van Rob Muntz en Paul Jan van de Wint, waarin ze ook optrad, onder andere als guerrilla-Chiquitameisje.
Gerson trok zes jaar met verschillende circussen mee als 'boniseuse' en trad bij tijd en wijle op als het 'Reizend Orakel' en waarzegster Madame Sanspareille, al of niet in haar woonwagen.
Op basis van haar circustijd schreef ze het scenario voor de speelfilm Calimucho, geregisseerd door Eugenie Jansen. Alle rollen in de film worden gespeeld door medewerkers van het kleine Kempische circus Harlekino. Calimucho kwam 11 september 2008 in de bioscoop, en werd erna uitgezonden door HUMAN en uitgebracht op dvd (A-film). Tevens deed ze research voor de Human- documentaire Profiel Nico Bodemeijer van Kees Vlaanderen en schrijft ze recensies en beschouwingen voor o.a. De Groene Amsterdammer. Samen met Roland Fagel vertaalt ze fictie en non-fictie uit het Engels, waaronder van Sarah Perry, Jeffrey Euginedes, Rory Stewart en Andrew Roberts.